# Thomasomys incanus
Thomasomys incanus és una espècie de mamífer rosegador de la família dels cricètids. És endèmic dels Andes del centre del Perú, on viu a altituds d'entre 2.550 i 3.250 msnm. Es tracta d'un animal nocturn i terrestre. El seu hàbitat natural són els boscos montans. Està amenaçat per la desforestació, la fragmentació del seu medi i l'agricultura.